# بارا دو یورو
بارا دو یورو (به پرتغالی: Barra do Ouro) یک منطقهٔ مسکونی در برزیل است که در توکانتینس واقع شده‌است. بارا دو یورو ۱٬۱۰۶ کیلومتر مربع مساحت و ۴٬۶۳۲ نفر جمعیت دارد.